# Aphanogmus parvulus
Aphanogmus parvulus är en stekelart som beskrevs av Roberti 1954. Aphanogmus parvulus ingår i släktet Aphanogmus och familjen pysslingsteklar. Inga underarter finns listade i Catalogue of Life.